# Dion Sanderson
Dion Dannie Leonard Sanderson (Wednesfield, 15 dicembre 1999) è un calciatore inglese, difensore del Blackburn in prestito dal Birmingham City.

## Carriera
Cresciuto nel settore giovanile del Wolverhampton, ha esordito in prima squadra il 30 ottobre 2019 in occasione dell'incontro di EFL Cup perso 2-1 contro l'Aston Villa. Il 31 gennaio 2020 è stato ceduto in prestito fino al termine della stagione al Cardiff City, in Championship. Successivamente, il 16 ottobre, dopo aver prolungato il suo contratto fino al 2022, è passato in prestito annuale al Sunderland, in League One. Il 19 luglio 2021 ha firmato un contratto quadriennale ed è stato girato in prestito al Birmingham City, in Championship. Tuttavia, il prestito è stato interrotto dopo 6 mesi e il 25 gennaio 2022 è stato prestato al QPR, sempre in Championship, fino al termine della stagione. Il 5 luglio successivo è tornato al Birmingham City, in Championship, con la formula del prestito.

## Statistiche

### Presenze e reti nei club
Statistiche aggiornate al 26 novembre 2022.
| Stagione        | Squadra         | Campionato      | Campionato | Campionato | Coppe nazionali | Coppe nazionali | Coppe nazionali | Coppe continentali | Coppe continentali | Coppe continentali | Altre coppe | Altre coppe | Altre coppe | Totale | Totale |
| Stagione        | Squadra         | Comp            | Pres       | Reti       | Comp            | Pres            | Reti            | Comp               | Pres               | Reti               | Comp        | Pres        | Reti        | Pres   | Reti   |
| --------------- | --------------- | --------------- | ---------- | ---------- | --------------- | --------------- | --------------- | ------------------ | ------------------ | ------------------ | ----------- | ----------- | ----------- | ------ | ------ |
| ott. 2019       | Wolverhampton   | PL              | -          | -          | FACup+CdL       | 0+1             | 0               | UEL                | -                  | -                  |             | -           | -           | 1      | 0      |
| gen.-mag. 2020  | Cardiff City    | FLC             | 10         | 0          | FACup+CdL       | -               | -               |                    | -                  | -                  |             | -           | -           | 10     | 0      |
| ott. 2020-2021  | Sunderland      | FL1             | 26         | 1          | FACup+CdL       | 1+0             | 0               |                    | -                  | -                  | FLT         | 0           | 0           | 27     | 1      |
| 2021-gen. 2022  | Birmingham City | FLC             | 15         | 0          | FACup+CdL       | 0+1             | 0               |                    | -                  | -                  |             | -           | -           | 16     | 0      |
| gen.-mag. 2022  | QPR             | FLC             | 11         | 0          | FACup+CdL       | 1+0             | 0               |                    | -                  | -                  |             | -           | -           | 12     | 0      |
| 2022-2023       | Birmingham City | FLC             | 20         | 1          | FACup+CdL       | 0               | 0               |                    | -                  | -                  |             | -           | -           | 20     | 1      |
| Totale carriera | Totale carriera | Totale carriera | 82         | 2          |                 | 4               | 0               |                    | -                  | -                  |             | 0           | 0           | 86     | 2      |

## Palmarès

### Competizioni nazionali
- English Football League Trophy: 1

Sunderland: 2020-2021
- Football League One: 1

Birmingham City: 2024-2025